# Protectoraat Tonkin
Protectoraat Tonkin (Frans: Protectorat du Tonkin; Vietnamees: Bắc Kỳ) was een Frans protectoraat in het noorden van het huidige Vietnam. De hoofdstad van het protectoraat was Hanoi. De ligging van Tonkin komt ongeveer overeen met die van de huidige regio Noord-Vietnam.

## Geschiedenis
Voor de komst van de Fransen werd het gebied vanaf 1802 bestuurd door de Nguyen-dynastie. In 1884 maakten de Fransen er een eigen protectoraat van binnen de Unie van Indochina. In 1945 was het kortstondig een onderdeel van het Keizerrijk Vietnam en in 1949 ging Tonkin officieel op in de Staat Vietnam, het latere Zuid-Vietnam. In 1945 werd in Vietnam echter de Democratische Republiek Vietnam (Noord-Vietnam) uitgeroepen die haar machtsbasis had in Hanoi.